# 米沢城

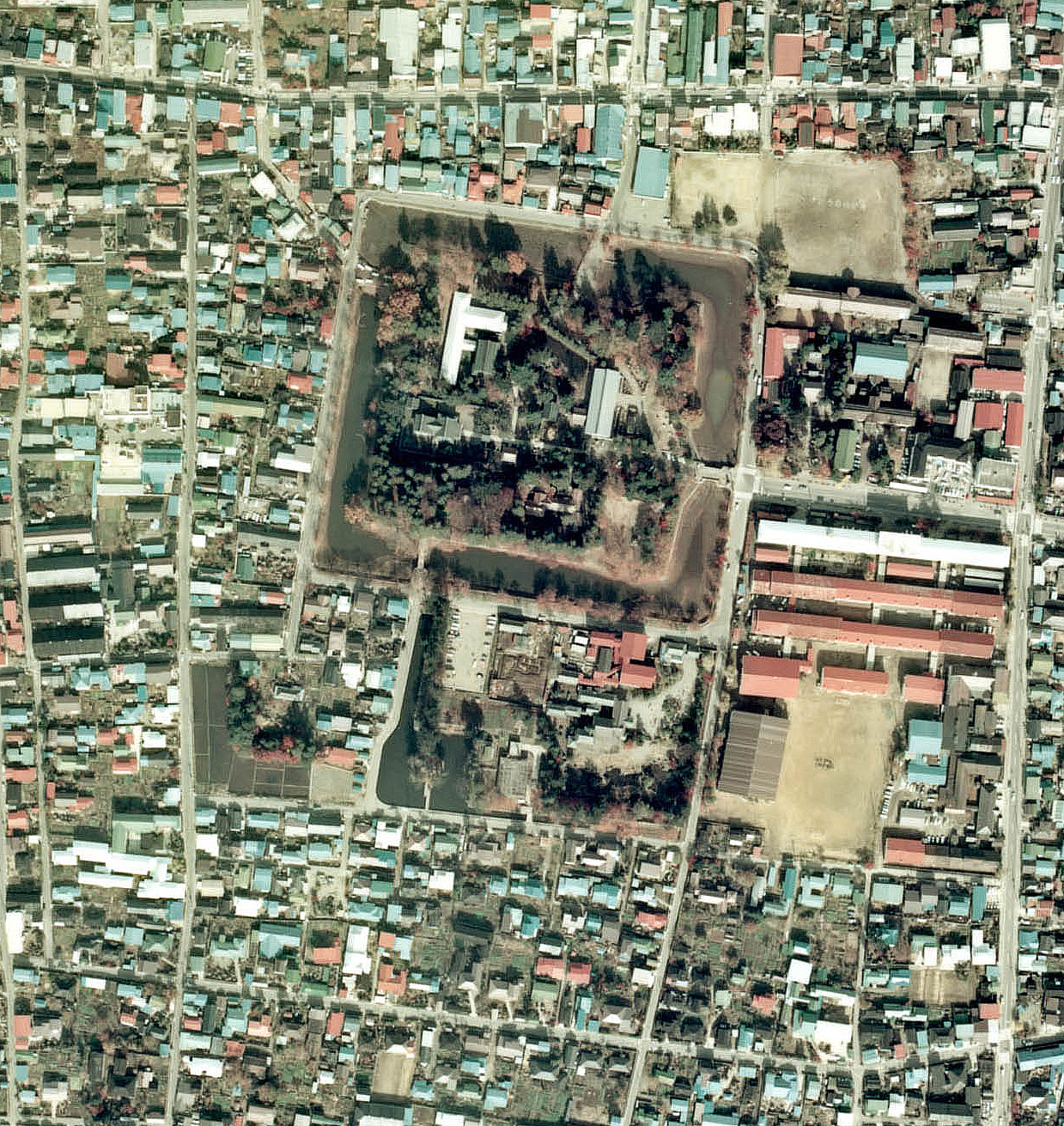
米沢城の航空写真
（1976年撮影・国土航空写真）

米沢城（よねざわじょう）は、山形県米沢市丸の内（出羽国置賜郡）にあった中世から近世にかけての日本の城（平山城）。長井氏および伊達氏の本拠地であり、江戸時代は米沢藩上杉氏の藩庁および、二の丸に米沢新田藩の藩庁が置かれていた。2017年には続日本100名城に選定された。今では城のそのものは残っていないが、土塁や水堀が戦国時代の城の風情を感じ取ることができる。

## 概要
城は米沢市街地のほぼ中心に位置する。戦国時代後期には伊達氏の本拠地が置かれ、伊達政宗の出生した城でもある。江戸時代には米沢藩の藩庁が置かれて上杉景勝・上杉鷹山などの歴代藩主が居住した。平城で、本丸・二の丸・三の丸からなる輪郭式縄張りの城である。10基の櫓と17棟の門が開かれた。上杉氏による築城（大改修）当時は30万石の大名の居城であって、石垣は少なく、土塁を多用し、天守は構えられず、本丸に東北隅と西北隅に2基の三階櫓を建てて天守の代用（御三階）としていた。他に二層櫓が複数あり。
現在、本丸跡は上杉神社の境内となっており、また、二の丸跡には米沢市上杉記念館（旧・上杉伯爵邸）がある。
また米沢図書館には享保10年（1725年）と文化8年（1811年）の米沢城城下絵図が所蔵されている。

## 歴史・沿革

### 鎌倉時代
米沢城が最初に築かれたのは、鎌倉時代中期の暦仁元年（1238年）と伝えられる。鎌倉幕府の重臣・大江広元の次男・長井時広が出羽国置賜郡長井郷の地頭として赴任した際に築城されたと推定されているが、これを実証する史料や遺構は確認されていない。時広は赴任地の地名から長井姓を名乗った。以後、長井氏の支配が150年近く続いた。

### 室町時代
8代広房は室町時代初期（天授6年（1380年）、応永9年（1403年）、応永20年（1413年）などの説がある。）に、伊達宗遠に侵略されこの地を追われた。以後、安土桃山時代までここは伊達氏の支配下に入った。天文17年（1548年）伊達稙宗・晴宗父子の対立である天文の乱を経て、晴宗は本拠地を桑折西山城より米沢城に移した。晴宗から輝宗、政宗と当主が変わっても本拠地として使用された。米沢に城下町が成立したのはこの時代と考えられる。

### 戦国・桃山時代
天正17年（1589年）政宗は蘆名義広を破り、蘆名氏を滅亡させると黒川城（114万石）に本拠を移し、晴宗の弟にあたる宗澄ついで宗清を城代に据えた。しかし、豊臣秀吉はこの会津攻略を認めず政宗から召し上げたため、翌年には本拠を米沢（72万石）に戻すことになる。天正19年（1591年）政宗は豊臣秀吉の命により岩出山城（58万石）に移った。
置賜郡は伊達氏に代わって会津に封ぜられた蒲生氏郷の支配するところとなり、重臣・蒲生郷安が米沢城主（7万石、蒲生家中で最大）となった。郷安はこの時、城の改修を行っている。文禄年中に白子神社が米沢城鎮守となる。慶長2年（1597年）氏郷の子、秀行は下野国宇都宮に移封となり、会津には越後国より120万石で上杉景勝が入封し、米沢城主には重臣・直江兼続（6万石、与力を含め30万石とも）を置いた。

### 江戸時代前期
慶長5年（1600年）秀吉の死後、豊臣氏への恩義から徳川家康の専横を「直江状」という文書によって弾劾し徳川氏への宣戦布告に及んだ。会津討伐を受けたが、家康は小山で石田三成挙兵の報に接してい引き返し、上杉軍は直江兼続を総大将として米沢城より北上し東軍最上氏を攻める。しかし、関ヶ原の戦いでの西軍の敗戦により、軍を米沢城へと引き上げた。これらの戦いにより上杉氏は置賜地方と陸奥国伊達郡・信夫郡30万石（実高51万石）に減封され、米沢を居城（信達（しんたつ）両郡の福島城・梁川城には本庄氏・須田氏・芋川氏などを置く）とした。以後、明治維新まで米沢藩上杉氏の居城となった。
慶長13年（1608年）景勝は兼続に命じ城の大改修を行い、慶長18年（1613年）輪郭式の縄張りを持つ城が完成した。大勢の家臣団はなお城下に収まりきれず、城下近郊の原野であった東原・南原に配され、下級家臣の侍町「原方」が形成されたのも米沢藩の特色である。
寛文4年（1664年）3代綱勝が嗣子を定めないまま急死し、綱憲が末期養子として認められ藩は存続したが石高は15万石（実高28万石）に半減された。しかし、石高が減ったのに、藩士の召し放ち（解雇）が行われず、藩の財政は更に逼迫することとなった。城外には新たに原方と呼ばれる地域を設置し、城下に収容できない下級藩士を配置し、半農生活を営ませた。

### 江戸時代中後期
9代治憲（鷹山）は、藩政改革で財政の再建を果たした。なお治憲の隠居所である餐霞館は三の丸にあるが、これは支候御殿を転用したもので、治憲死去後に支候御殿に戻る。次代の上杉治広も蘭学医術など学問を奨励するなど、文化7年（1810年）に「政治向き格別に行届き、領内治め方よろし」等として表彰。続く上杉斉定も天保7年（1836年）に表彰されている。
上杉斉憲の代にも幕府から表彰され、18万7千石に加増された。斉憲は京都で西国雄藩とも交わり、文久3年（1863年）には徳川家茂の京都上洛に御供して二条城警護にあたる。

### 幕末から明治
戊辰戦争では、藩が改易される窮地を救った会津藩主保科正之への恩義もあることから奥羽越列藩同盟に加わり、同盟を主導した件で4万石を減封。
明治2年（1869年）、版籍奉還により上杉茂憲は、米沢藩知事となる。米沢新田藩を併合し、米沢藩の最終石高は15万7千石（実高35万石）。
明治4年（1871年）廃藩置県により米沢県が置かれた。同年、県域の調整（屋代の再編入、分領支配の終了など）があり、置賜郡全部を県域とする置賜県が発足。 明治5年（1872年）最後の藩主・斉憲は、城内にあった謙信の霊屋（御堂）を鷹山とともに合祀し上杉神社とした。明治6年（1873年）には城の建物が全て破却された。二の丸にあった藩の政庁はそのまま郡役所、町役場（後に市役所）として利用した。
明治7年（1874年）には城跡は松が岬公園として市民に一般開放された。明治9年（1876年）、謙信霊柩は上杉家廟所へ、上杉神社を現在の地である本丸跡に移した。明治29年（1896年）二の丸跡に上杉家14代当主・茂憲伯爵邸が建てられた。明治35年（1902年）上杉神社が別格官幣社となったのを期に、鷹山を摂社・松岬神社（本丸の東隣、世子御殿跡）に分祀した。

### 大正から昭和
大正8年（1919年）米沢市内は米沢大火に見舞われ、上杉神社・伯爵邸にも類焼した。現在の神社社殿は大正12年（1923年）に再建されたものであり、伯爵邸も大正14年（1925年）に再建され鶴鳴館（かくめいかん）と呼ばれた。
昭和25年（1950年）伯爵邸が上杉家から米沢市に譲渡され、翌年より中央公民館として利用された。昭和54年（1979年）公民館から上杉記念館に改変され郷土料理の提供や資料の展示が行われている。

### 平成から21世紀
平成9年（1997年）伯爵邸は登録有形文化財となった。
2017年（平成29年）4月6日、続日本100名城（109番）に選定された。

#### 雪の御三階櫓（ライトアップ）
2017年（平成29年）2月11日から2日間、「上杉雪灯篭まつり」で、米沢青年会議所が御三階櫓を実物3分の1縮尺の雪像で再現した。
雪で土台をつくり、建物は板などで製作、真っ白な城に仕上げた。窓は米沢で開発された有機EL照明パネルを使用、LEDでライトアップし、カラフルに演出した。

## 構造
本丸の内部は享和2年の｢松岬城堞図｣が詳しく、本丸中央部に藩主の住居が建ち、東南隅の堤上に上杉謙信の祀る御堂を建て、天守の代わりに東北と西北に三層の隅櫓（御三階）を2基置いた。他に二層櫓が複数設置された。
二の丸には藩の役所、世子御殿、御堂に近侍する法音寺・大乗寺など御堂に交替で勤仕する真言宗の二一ヶ寺を置いたのが特色である。
三の丸には上級・中級家臣の屋敷で占められ、町人町は郭外に置かれた町家郭外形の典型的な城下町プランに属する。
石垣は少なく、土塁を多用し、全体的に質素な城となった。これは、米沢城が敵に侵入されたり落城した経験がないことや、120万石時代の家臣をほとんど削減しなかったため、財政が逼迫していたという説もあるが、上杉景勝が会津で建設を目指していた神指城も米沢城と同様の縄張で、土塁を多用した造りである。これは春日山城の麓にあった関東管領邸である御館にも共通した特徴であり、上杉氏の本拠地としての伝統的な城館建築の造りである。

## 支城

### 戦国・桃山時代
- 館山城（置賜郡） - 米沢城の西方にある平山城。城跡は国の史跡に指定されている[8][9]。近年の発掘調査により、戦国時代の伊達氏の本拠地との説が出され注目されている。ただし、石垣に関しては、積み方から上杉時代のものと考えられる[10]。
- 屋代城（置賜郡） - 高畠城の前身。置賜地頭の長井氏に代わり伊達家が拠点とした。
- 杉妻城（陸奥国信夫郡） - 福島城の前身。呼称は大佛城・杉目城とも。
- 白石城（同刈田郡） - 城主の刈田氏は後に白石氏を名乗り、やがて伊達氏の勢力下に組み込まれていった。
- 大枝城（同伊達郡） - 伊達氏一門である大枝氏（のちに大條氏）の居城。
- 二本松城（同安達郡） - 二本松義継のあと、政宗は片倉景綱、次いで伊達成実を置く。
- 三春城（同田村郡） - 政宗は田村宗顕を城主として妻の実家・田村領を統治させた。
- 桧原城（同耶麻郡） - 米沢街道を南下した裏磐梯にある会津との国境の城。1585年（天正13年）に伊達政宗により築城。桧原は夏でも冷涼であり廃城後も伊達（蒲生・直江・上杉）諸氏は置賜郡内の郡境近くに役屋を置き耶麻郡を監視した。

### 江戸期
- 福島城（陸奥国信夫郡） - 寛文4年（1664年）まで。城主は本庄氏。信達統治の中心拠点であった。寛文の半知の後も天領（20万石余）や福島藩（板倉氏）が居城として使用した。
- 大森城（同上） -  芋川氏が入る。北側の高い場所が城主の館と推定され、主郭の南側には空堀と土塁が残る。
- 梁川城（陸奥国伊達郡） - 城主の須田氏による、本丸の物見櫓跡の石垣や北三の丸の高い土塁など、上杉統治時代の遺構が残る。
- 保原城（同上） - 大石氏と郡代の平林正恒は、開田・用水堰を積極的に開削し、保原地方の肥沃な田畑の基礎をつくっている[11]。天領となったのち廃城となるが本丸跡が現存。白河藩が櫓や館の跡に屋敷を築き「保原陣屋」となった。
- 鮎貝城・荒砥城・小国城・中山城（出羽国置賜郡） - 寛文の半知以後も存続した置賜郡内の支城。以後は、一国一城令（ただし発令からも、寛文半知からも相当の年数が経過している[12] ）により城を「役屋」、城主・城代を「役屋将」と改称。鮎貝城址の鮎貝八幡宮『収蔵庫鞘殿』内には、本丸と二の丸のミニチュア復元模型あり。
- 高畠城（置賜郡） -  寛文4年（1664年）まで。ただし、織田氏の高畠移封の後も上杉家が管理（織田氏は高畠陣屋（はじめ城内、のち糠野目に移動）を築いて入部[13]）。文化7年（1810年）の加増で、再び上杉家が正式に所有した。
- 館山城（置賜郡） - 元和偃武以降の幕府提出絵図や藩の記録に「城山」「古城」などと記載があり（寛文半知よりあとも「役屋」でなく「城」と称している）、今後の研究課題とされている[要出典]。城跡入り口に、現在は上杉家の「私有地につき立ち入り大歓迎」の表記があり、有志による案内所がある。

## 考古資料

### 遺構
- 土塁、堀、石垣

#### 三ノ丸
- 三ノ丸土塁と西條天満神社 - 粗町公園として整備。本殿と拝殿の建物が残る。「三ノ丸北東隅社が、明治政府の破城令を免れ遺されている」旨の石碑と案内板。

#### 二の丸
- 弁天橋
- 餐霞館遺址 - 上杉鷹山の隠居屋敷跡
- 旧・上杉伯爵邸（米沢市上杉記念館） - 登録有形文化財。洛中洛外図や上杉家文書など国宝が収蔵される。
- 城内にあった上杉家廟所は、城址から北西の現在地へ移転 - 国定史跡

#### 本丸
- 舞鶴橋 - 本丸の大手口。「龍」と「毘」の旗が立つ。
- 菱門橋 - 本丸南側の堀に架かる鮮やかな赤色の橋。藩主御殿からの南出入り口にあたる。
- 本丸跡石垣 - 石垣の上に櫓台が残る。
- 北東隅三層櫓址 - 天守代わりの櫓址に有栖川宮熾仁親王題字の「上杉義山公」顕彰碑。
- 北西隅三層櫓址 - 同上。西参道で城外と通じる。
- 本丸御殿址 - 殿址に「上杉神社 稽照殿」が建立。謙信所用「ビロード織西洋マント」など所蔵。
- 御堂跡 - 南東隅には上杉謙信を祀る御堂（みどう）があった。今は長命寺の本堂として移築され現存する。また、東大手門の礎石が現在市内川井に石碑となっている。
- 招魂碑 - 戊辰戦争と西南の役での両軍の戦死者を慰霊する石碑[14]。
- 春日神社 - 上杉氏の氏神でかつての春日山城より移転し、明治期に本丸南西隅に遷座。
- 伊達政宗生誕地の石碑 - 永禄十年（1567年）伊達政宗はこの米沢城で誕生（近年は館山城で誕生との異説もあり）。

### 城絵図・資料ほか
- 米沢御本丸図 - 米沢図書館所蔵。
- 松が岬牒図 - 同上。享和二年（1802年）の御三階絵図など。
- 米沢城下絵図とデジタルマップ - 古地図を現在の道路と重ね、デジタル化する試みが米沢史学会で2017年から開始されている。
- 国宝 上杉家文書 - 上杉博物館で非常時で展示。撮影不可。
- 国宝 上杉本洛中洛外図屏風（原本） - 同上

## 交通
- JR山形新幹線／奥羽本線・米沢駅から米沢市民バス「米沢（松原）関根線」バスに乗り、「上杉神社前」バス停下車
- 同駅からヤマコーバス「白布温泉行き」バスに乗り、「上杉神社前」バス停下車
- 同駅から米沢市街地循環バス「循環右回り」（青い色のバス「ヨネザアド号」）に乗り、「上杉神社前」バス停下車
- 同駅からタクシーで約5分
- 東北中央自動車道・米沢北ICから約15分
  - 駐車場あり